# 마틴 기어의 귀향
《마틴 기어의 귀향》(프랑스어: Le Retour de Martin Guerre)/(영어: The Return of Martin Guerre)는 1982년에 개봉한 프랑스의 영화이다. 1993년에 리메이크작인 써머스비가 나왔다.

## 한국어 더빙 성우진

### SBS (1994년 8월 14일)
- 장광 - 아르노(제라르 드빠르디유)
- 송도영 - 베르트랑드(나탈리 베이)
- 김기현 - 쟝 드 코라스(로저 플랜천)
- 황원 - 신부(안드레 쇼마유)
- 이종구 - 피에르 삼촌(모리스 베리어)
- 김현직 - 판사(모리스 쟈끄몽) / 해설
- 김계원 - 판사(프란시스 아르노)
- 강연숙 - 베르트랑드의 어머니(로즈 티에리)
- 유지영 - 잔느(챈털 데루아)
- 이종오 - 마틴의 아버지(에드리언 듀게인)
- 최상기 - 티힐 사람(알랭 프레로)
- 성병숙 - 카트린느(이자벨 사도양)
- 황윤걸 - 앙드레(도미니크 피뇽)
- 김정신 - 마을 사람(이베트 프티)
- 도용구 - 티힐 사람(마르셀 캠펠)
- 김강산 - 쟈크(필리프 바빈)
- 박규웅 - 니콜라(장-클로드 페렝)
- 박홍식 - 구두장이(악셀 부고유스라프스키) / 오귀스탱(체키 카리오)
- 홍승섭 - 마틴(버나드 피에르 도나디우)
- 문선희 - 길메트(발레리 채싱노)

### SBS (2003년 9월 26일)
- 장광 - 아르노 뒤 틸(가짜 마틴 기어)(제라르 드빠르디유)
- 송도영 - 베르트랑드 드 롤즈(나탈리 베이)
- 서광재 - 나레이터 / 마틴 기어(버나드-피에르 도나디우)
- 이병식 - 장 드 코라스 판사(로저 플랜천)
- 조동희 - 피에르 기어 삼촌(모리스 베리어)
- 정동열 - 페갈라 [공증인]
- 이명숙 - 카트린 보에르[유모](이자벨 사도양)
- 기경옥 - 길메트 [마틴의 여동생](발레리 채싱노)
- 이진화 - 베르트랑드의 어머니(로즈 티에리)
- 황윤걸 - 바르텔레미 [구두장이](악셀 부고유스라프스키)
- 이선호 - 젊은 베르트랑드(실비 메다)
- 안용욱 - 젊은 마틴(스테파니 펜)

## 같이 보기
- 미시사